# Arius arius
Arius arius és una espècie de peix de la família dels àrids i de l'ordre dels siluriformes.

## Morfologia
Els mascles poden assolir els 40 cm de llargària total.

## Distribució geogràfica
Es troba des de l'Índia fins a Singapur al Mar de la Xina Meridional, incloent-hi el Pakistan, Bangladesh i Myanmar.